# José Ramos Delgado
José Ramos Delgado (Quilmes, 25 augustus 1935 – Villa Elisa, 3 december 2010) was een Argentijns voetballer. Hij speelde onder meer voor het Argentijnse CA River Plate en het Braziliaanse Santos FC. Tevens vertegenwoordigde Ramos Delgado tijdens het Wereldkampioenschap voetbal 1958 en 1962 het Argentijns voetbalelftal.
Ramos Delgado is van Kaapverdische afkomst. Zijn vader werd geboren in São Vicente. Zijn familienaam is opgebouwd volgens Portugese normen, Ramos is de naam van zijn moeder en Delgado van zijn vader.
Op 3 december 2010 overleed Ramos Delgado ten gevolge van de ziekte van Alzheimer.